# Cœur de pirate
Беатрис Мартен, более известная под сценическим именем Cœur de pirate (фр. Сердце пирата) — канадская певица и автор песен. Свои песни она исполняет в основном на родном языке — французском.

## Биография
Беатрис родилась в Квебеке и уже в 3 года начала играть на пианино. В девять лет она поступила в музыкальную консерваторию Квебека в Монреале, где проучилась 5 лет. В 15 лет Беатрис играла на клавишных в пост-хардкор группе December Strikes First, основанной её лучшим другом Френсисом, который позже стал предметом одноимённой песни её дебютного альбома. Также с конца 2007 до апреля 2008 она играла на клавишных в группе Bonjour Brumaire.

### Личная жизнь
29 февраля 2012 Мартен сообщила на своей странице в Фейсбуке и в Твиттере, что беременна от своего жениха Алекса Пейрата (фр. Alex Peyrat), тату-мастера. Беатрис и Алекс поженились 26 июля в этом же году, а 4 сентября у них родилась дочь Роми (фр. Romy).

### Творчество
30 апреля 2021 года в свет вышел полноформатный альбом «Perséides», состоящий из 10 инструментальных композиций, сыгранных на пианино. 2 сентября того же года исполнительница выпустила клип для сингла «On s’aimera toujours» на своём официальном YouTube-канале.

## Дискография
- Cœur de pirate (2008)
- Blonde (2011)
- Trauma (2014)
- Child of Light (2014)
- Roses (2015)
- Les Souliers rouges (2016) — с Марком Лавоином (Marc Lavoine) и Артуром Х. (Arthur H.)
- En Cas De Tempête, Ce Jardin Sera Fermé (2018)
- Perséides (2021)
- Impossible à aimer (2021)